# Fluoruro di itterbio
Il fluoruro di itterbio è il sale di itterbio dell'acido fluoridrico, di formula YbF3.
A temperatura ambiente si presenta come un solido bianco inodore.

## Preparazione
Il fluoruro di itterbio può essere preparato per reazione dell'ossido di itterbio con l'acido fluoridrico.
{\displaystyle \mathrm {Yb_{2}O_{3}+6\ HF\longrightarrow 2\ YbF_{3}+3\ H_{2}O} }

## Proprietà
A temperatura ambiente il fluoruro di itterbio possiede una struttura cristallina ortorombica con gruppo spaziale Pnma (Nr. 62).